# Мартин Треневски
Мартин Треневски (на македонска литературна норма: Мартин Треневски) е политик от Северна Македония.

## Биография
Роден е на 31 май 1949 година в град Скопие. Завършва Филологическия факултет на Скопския университет през 1973 година. Между 1998 и 2002 година е министър без ресор (министър за информация) на Република Македония.